# 阪急210系電車
210系電車（210けいでんしゃ）は、かつて京阪神急行電鉄→阪急電鉄に在籍した通勤形電車である。

## 概要
阪急全線での貨物輸送が1954年2月1日付で廃止となり、京都線で余剰となった新京阪鉄道継承車である10t積み有蓋電動貨車3000形3001・3002（1928年梅鉢鉄工所製、1954年廃車）の電気機器・台車を流用して小型車3両を新造することとなった。1956年6月に電動車である210形211・212と付随車である260形261の3両がナニワ工機で製造され、Mc-T-Mcの3両固定編成1本を組成した。

## 車体
車体デザインは神宝線用の610系とほぼ同型だが、アンチクライマがなく、前面窓止めにはHゴムが使用され、側面窓枠はマルーンに塗装されるなど、やや印象を異にした。
窓配置は210形がd1(1)D6D(1)2、260形が2(1)D6D(1)2（d：乗務員扉、D：客用扉、(1)戸袋窓）で、前面は3枚窓構成の非貫通式であった。

## 主要機器
極力種車の機器が再利用されている。
主電動機は端子電圧750V時定格出力56kWの吊り掛け式電動機であるTDK-531-B、台車も汽車製造会社製M-12イコライザー台車である。付随車261の台車は予備品(201の台車交換で捻出したブリル27-MCB-1)を使用した。
制御器は種車から流用したES-530電動カム軸式自動加速制御器、ブレーキはA動作弁によるAMA・ATA自動空気ブレーキである。
パンタグラフは211と212に設置されたが、212では後に撤去され、261に直流1500Vの母線引き通しが実施されて211から給電されるように改められた。

## 運用
当初は千里山線で使用されたが、1963年頃に嵐山線に移った。1976年6月に廃車となり、261は解体、211・212は広島電鉄に譲渡された。

## 譲渡車

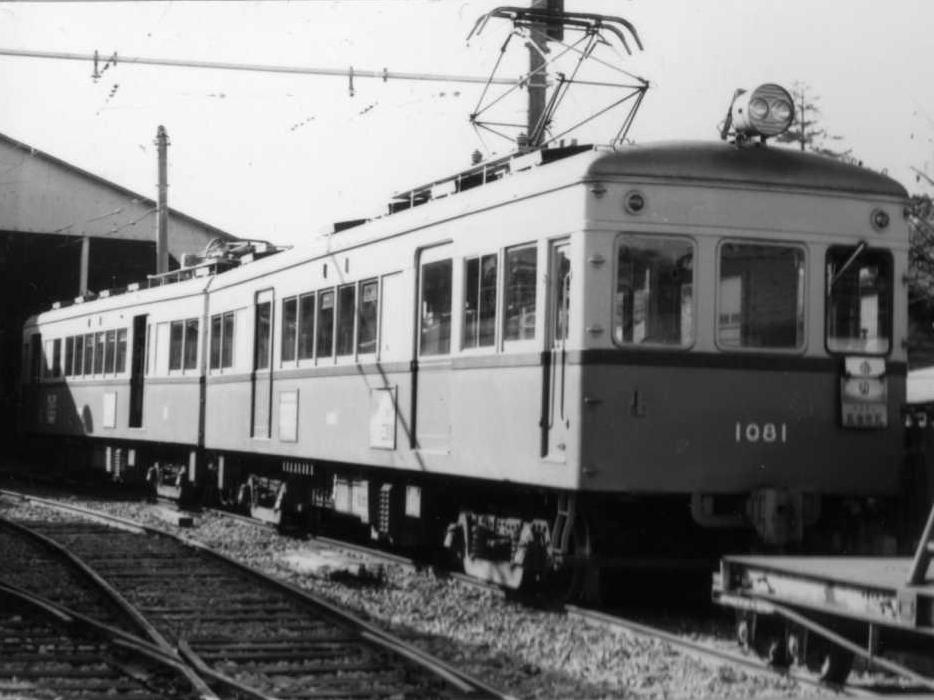
広電1081となった元212　1977.12.26　荒手車庫にて

211・212は広島電鉄に譲渡され、1080形1081・1082となり、宮島線で1989年まで運用された。なお両社間における類似した譲渡としては、同形式以前に阪急500形→広電1070形が存在している。